# 부산도시가스
부산도시가스는 부산광역시의 도시가스 공급 업체이다. SK그룹의 계열사이므로, SK이노베이션 계열에 속한다. 도시가스 공급 권역은 부산광역시 전역으로 독점 공급하고 있다.